# Maffei I
Maffei I (Maffei 1, UGCA 34) – duża galaktyka eliptyczna w gwiazdozbiorze Kasjopei, znajdująca się w odległości ok. 9,3 miliona lat świetlnych od Ziemi. Jest najbliższą Drodze Mlecznej tak dużą galaktyką eliptyczną.
Należy do grupy galaktyk Maffei, wcześniej przypisywano ją do Grupy Lokalnej.

## Odkrycie
Galaktyka Maffei I została odkryta razem z Maffei II w 1968 roku przez włoskiego astronoma Paolo Maffei. Zaobserwował on w podczerwieni obiekt w obszarze IC 1805 (Mgławica Serce) i zasugerował, że w tym regionie mogą się znajdować przesłonięte galaktyki. Oba obiekty zostały wcześniej skatalogowane jako mgławice emisyjne przez Stewarta Sharplessa w jego Katalogu Obszarów H II opublikowanym w 1959 roku (numery 191 i 197). Dopiero później zdano sobie sprawę, że są to galaktyki znajdujące się wiele milionów lat świetlnych za mgławicami Serce i Dusza.
W latach 1971–1973 dwie grupy kierowane przez Hyrona Spinrada potwierdziły, że oba obiekty są galaktykami i zasugerowano przynależność Maffei I do Grupy Lokalnej. Obecnie wiadomo, że jest ona częścią własnej grupy galaktyk Maffei wraz z m.in. Maffei II i Dwingeloo 1.

## Obserwacja
Jasność obserwowana galaktyki wynosi ok. 11,4m, a jej rozmiary kątowe 3,36' × 1,68'.
Maffei I jest przysłonięta przez gwiazdy i pył Drogi Mlecznej (znajduje się w tzw. strefie unikania); gdyby nie leżała tak blisko płaszczyzny Galaktyki, byłaby jedną z najjaśniejszych galaktyk na niebie.

Obszar, na którym znajdują się galaktyki Maffei I i Maffei II (WISE)